# Кольонія-Балуч
Кольонія-Балуч (пол. Kolonia Bałucz) — село в Польщі, у гміні Ласьк Ласького повіту Лодзинського воєводства.
У 1975-1998 роках село належало до Серадзького воєводства.